# Røgbombe
En røgbombe er fyrværkeri, der er lavet så det producerer farvet røg, når det tændes. Selvom der findes røgproducerende aggregater, der smides ud fra fly, refererer udtrykket "røgbombe" normalt til de håndholdte aggregater.
| Fysik | Spire Denne artikel om fysik er en spire som bør udbygges. Du er velkommen til at hjælpe Wikipedia ved at udvide den. |